# Ohm (cràter)

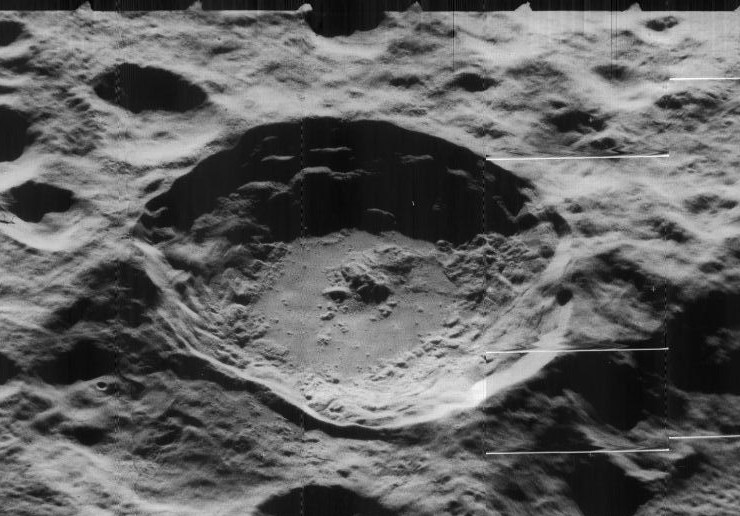
Imatge obliqua de la missió Lunar Orbiter 5, mirant a l'oest.

Ohm és un cràter d'impacte pertanyent a la cara oculta de la Lluna. Es troba al sud del cràter Comrie. El cràter satèl·lit Comrie K està connectat al bord nord-est d'Ohm. Al nord-oest es troba el cràter de major grandària Shternberg, i al sud-oest apareix Kamerlingh Onnes.

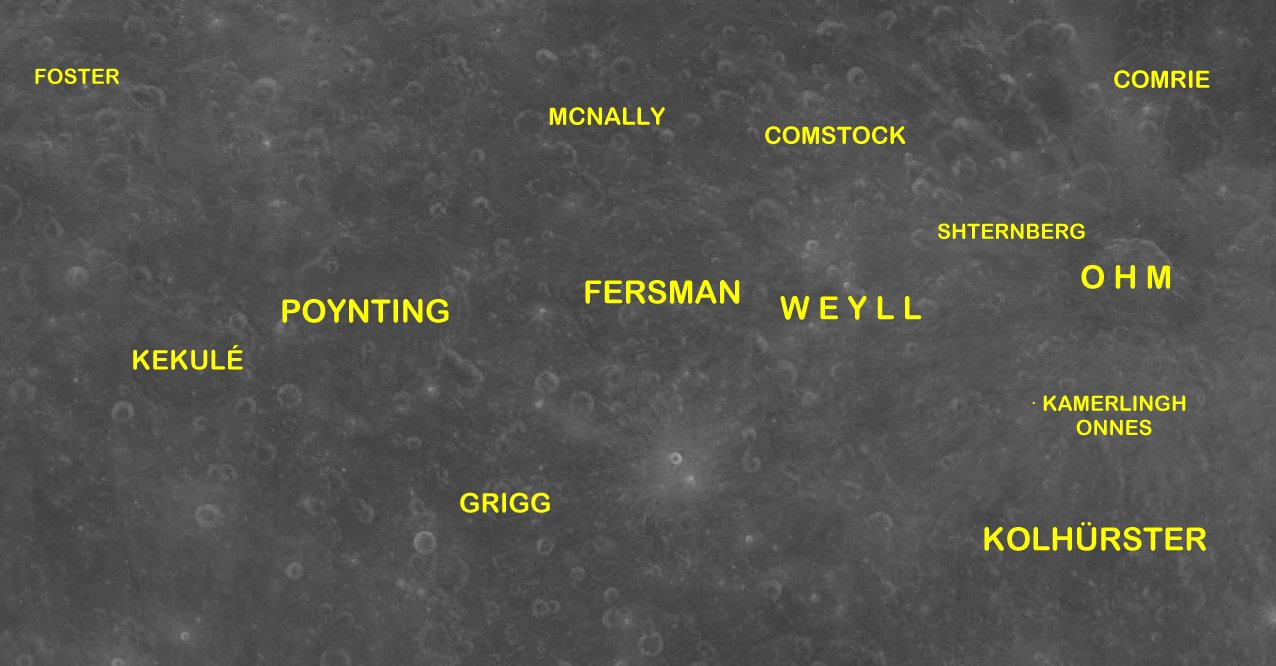
Localització d'Ohm (part dreta de la imatge)

Aquest cràter es troba en l'origen d'un extens sistema de marques radials que abasta diversos centenars de quilòmetres a través del terreny lunar circumdant. La superfície exterior en aproximadament 20-30 km està relativament lliure del material de les marques, però més enllà d'aquest perímetre apareix una falda d'albedo més alt, amb els radis que s'estenen al nord-oest, a l'est-nord-est, i al sud. El cràter forma part del Període Copernicà.

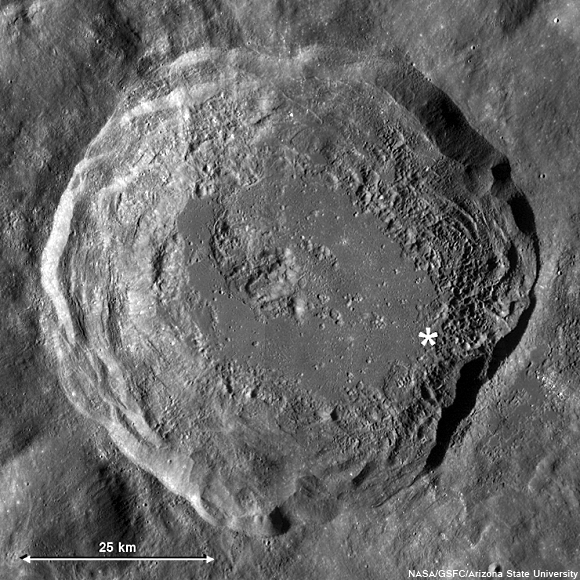
Cràter Ohm. (L'asterisc indica la posició del detall següent).

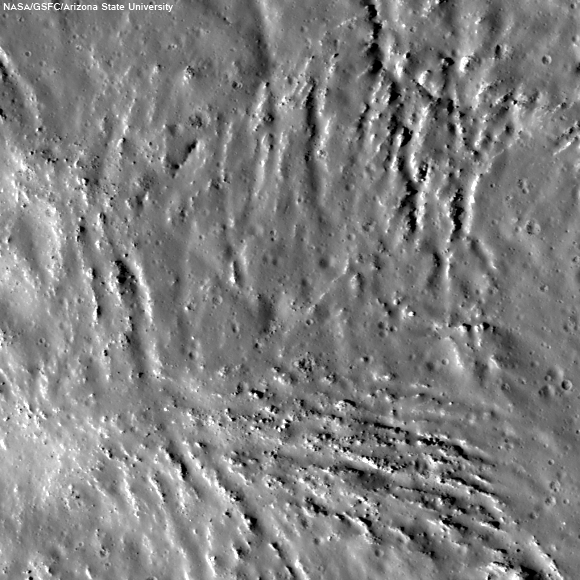
Detall d'Ohm. (Fotografia de la missió Lunar Reconnaissance Orbiter)

La vora exterior d'Ohm està clarament definida, excepte en l'extrem sud, on és una mica irregular. La superfície interior descendeix fins a un mantell interior de material desprès que s'inclina fins a aconseguir el sòl interior. El cràter manca d'un pic central notable.

### Altres referències
- (WGPSN), IAU Working Group for Planetary System Nomenclature. «Gazetteer of Planetary Nomenclature. 1:1 Million-Scale Maps of the Moon» (en anglès).  UAI / USGS, 13-02-2013. [Consulta: 6 abril 2016].
- Andersson, L. E.; Whitaker, E. A.,. NASA Catalogue of Lunar Nomenclature (en anglès).  NASA RP-1097, 1982.
- Blue, Jennifer. «Gazetteer of Planetary Nomenclature» (en anglès).  USGS, 25-07-2007. [Consulta: 2 gener 2012].
- Bussey, B.; Spudis, P.. The Clementine Atlas of the Moon (en anglès).  Nueva York: Cambridge University Press, 2004. ISBN 0-521-81528-2.
- Cocks, Elijah E.; Cocks, Josiah C.. Who's Who on the Moon: A Biographical Dictionary of Lunar Nomenclature (en anglès).  Tudor Publishers, 1995. ISBN 0-936389-27-3.
- McDowell, Jonathan. «Lunar Nomenclature» (en anglès).   Jonathan's Space Report, 15-07-2007. [Consulta: 2 gener 2012].
- Menzel, D. H.; Minnaert, M.; Levin, B.; Dollfus, A.; Bell, B. «Report on Lunar Nomenclature by The Working Group of Commission 17 of the IAU» (en anglès). Space Science Reviews, 12, 1971, pàg. 136.
- Moore, Patrick. On the Moon (en anglès).  Sterling Publishing Co, 2001. ISBN 0-304-35469-4.
- Price, Fred W. The Moon Observer's Handbook (en anglès).  Cambridge University Press, 1988. ISBN 0521335000.
- Rükl, Antonín. Atlas of the Moon (en anglès).  Kalmbach Books, 1990. ISBN 0-913135-17-8.
- Webb, Rev. T. W.. Celestial Objects for Common Telescopes, 6ª edición revisada (en anglès).  Dover, 1962. ISBN 0-486-20917-2.
- Whitaker, Ewen A. Mapping and Naming the Moon (en anglès).  Cambridge University Press, 2003. 978-0-521-54414-6.
- Wlasuk, Peter T. Observing the Moon (en anglès).  Springer, 2000. ISBN 1-85233-193-3.